# 차의과학대학교 의학전문대학원
차의과학대학교 의학전문대학원(車醫科學大學校 醫學專門大學院, Cha University School of Medicine)은 경기도 포천시의 전문대학원으로, 차의과학대학교의 부속 교육기관이다. 

## 연혁
- 2002년 11월 5일 포천중문대학교 의학전문대학원 설립
- 2009년 3월 1일 차의과학대학교 의학전문대학원으로 원명 변경
- 2018년 미국 LA차병원(CHA LA Hollywood presbyterian Medical Center) 해외 임상실습 실시

## 교육편제
차의과학대학교 의학전문대학원은 전문대학원 과정으로 다양한 의학 수련 과정을 제공하고 있다. 다음은 2019년 기준, 차의과학대학교 의학전문대학원의 교육 과정 일람이다.
- 기초의학교실
- 임상의학교실
- 의학교육학교실
- 정보의학교실